# Ethniki Odos 23
Die Ethniki Odos 23 (griechisch Εθνική Οδός 23 ‚Nationalstraße 23‘) ist eine 38 km lange Straßenverbindung in Griechenland auf der Insel Korfu (amtlich Kerkyra, griechisch Κέρκυρα). Sie verbindet die Inselhauptstadt Korfu (Stadt) mit dem Hafen von Lefkimmi (Λευκίμμη).

## Verlauf
Die Straße führt aus Korfu (Stadt) auf der Straße Leoforos Eptanissou hinaus, trifft am Platz Tria Gefyria auf die Ethniki Odos 25 und trennt sich in Vrioni wieder von dieser. Sie erreicht kurz vor Perama die Ostküste der Insel und folgt dieser nach Süden durch Benitses, Moraitika und Messongi. Dort folgt sie dem gleichnamigen Fluss nach Westen und verlässt diesen durch Vrankanimotika und Argyrades, umgeht Perivoli und Lefkimmi im Süden. Sie endet schließlich am Hafen von Lefkimmi (Limani Lefkimmis).